# Нурабадский район (Узбекистан)
Нураба́дский райо́н (тума́н; узб. Nurobod tumani / Нуробод тумани) — район в Самаркандской области Узбекистана. Административный центр — город Нурабад.

## История
Район был образован в 1975 году как Советабадский район. 8 мая 1992 года переименован в Нурабадский район.

## Административно- территориальное деление
По состоянию на 1 января 2011 года в состав района входят:
- город Нурабад.
- 8 сельских сходов граждан:

1. Джам,
2. Джаркудук,
3. Нурбулак,
4. Нурдум,
5. Сазогон,
6. Тим,
7. Тутли,
8. Улус.